# Glyphonycteris
Glyphonycteris é um gênero de morcegos da família Phyllostomidae.

## Espécies
- Glyphonycteris behnii (Peters, 1865)
- Glyphonycteris daviesi (Hill, 1964)
- Glyphonycteris sylvestris (Thomas, 1896)
- Referências

1. ↑  «Mammal Species of the World - Browse: Glyphonycteris». www.departments.bucknell.edu. Consultado em 19 de janeiro de 2021